# Jugoslaviska förstaligan i fotboll 1954/1955

## Lag
Vid slutet av föregående säsong åkte Odred Ljubljana och Rabotnički ur serien. De ersattes av NK Zagreb och Željezničar.
| Lag               | Ort      | Federal enhet              | Placering 1953/1954 |
| ----------------- | -------- | -------------------------- | ------------------- |
| BSK Belgrad       | Belgrad  | SR Serbien                 | 8                   |
| Dinamo Zagreb     | Zagreb   | SR Kroatien                | 1                   |
| Hajduk Split      | Split    | SR Kroatien                | 4                   |
| Lokomotiva        | Zagreb   | SR Kroatien                | 11                  |
| Partizan          | Belgrad  | SR Serbien                 | 2                   |
| Proleter Osijek   | Osijek   | SR Kroatien                | 10                  |
| Radnički Belgrade | Belgrad  | SR Serbien                 | 12                  |
| Röda stjärnan     | Belgrad  | SR Serbien                 | 3                   |
| FK Sarajevo       | Sarajevo | SR Bosnien och Hercegovina | 7                   |
| Spartak Subotica  | Subotica | SR Serbien                 | 6                   |
| Vardar            | Skopje   | SR Makedonien              | 9                   |
| Vojvodina         | Novi Sad | SR Serbien                 | 5                   |
| NK Zagreb         | Zagreb   | SR Kroatien                | i.u.                |
| Željezničar       | Sarajevo | SR Bosnien och Hercegovina | i.u.                |

## Tabell
| Placering | Klubb                 | Spelade matcher | Vinster | Oavgjorda | Förluster | Gjorda mål | Insläppta mål | Målskillnad | Poäng |
| --------- | --------------------- | --------------- | ------- | --------- | --------- | ---------- | ------------- | ----------- | ----- |
| 1         | Hajduk Split          | 26              | 16      | 6         | 4         | 69         | 27            | +42         | 38    |
| 2         | BSK Beograd           | 26              | 15      | 6         | 5         | 61         | 43            | +18         | 36    |
| 3         | Dinamo Zagreb         | 26              | 14      | 6         | 6         | 54         | 49            | +5          | 34    |
| 4         | Crvena zvezda Beograd | 26              | 14      | 5         | 7         | 57         | 36            | +21         | 33    |
| 5         | Partizan Beograd      | 26              | 12      | 6         | 8         | 58         | 36            | +22         | 30    |
| 6         | Vojvodina Novi Sad    | 26              | 10      | 9         | 7         | 48         | 36            | +12         | 29    |
| 7         | FK Sarajevo           | 26              | 11      | 6         | 9         | 50         | 36            | +14         | 28    |
| 8         | Spartak Subotica      | 26              | 10      | 5         | 11        | 54         | 57            | -3          | 25    |
| 9         | NK Zagreb             | 26              | 9       | 6         | 11        | 34         | 44            | -10         | 24    |
| 10        | Radnički Beograd      | 26              | 9       | 4         | 13        | 34         | 42            | -8          | 22    |
| 11        | Željezničar Sarajevo  | 26              | 8       | 3         | 15        | 34         | 52            | -18         | 19    |
| 12        | Proleter Osijek       | 26              | 6       | 7         | 13        | 29         | 51            | -22         | 19    |
| 13        | Vardar Skopje         | 26              | 5       | 8         | 13        | 24         | 41            | -17         | 18    |
| 14        | Lokomotiva Zagreb     | 26              | 3       | 3         | 20        | 25         | 81            | -56         | 9     |
| -         | Velež Mostar          | -               | -       | -         | -         | -          | -             | -           | -     |
| -         | Budućnost Titograd    | -               | -       | -         | -         | -          | -             | -           | -     |

## Mästarna
Hajduk Split (tränare: Aleksandar Tomašević)
Davor Grčić (26 matcher; 1 mål)

Slavko Luštica (26 matcher; 1 mål)

Bernard Vukas (26 matcher; 20 mål)

Joško Vidošević (26 matcher; 18 mål)

Ljubomir Kokeza (25 matcher)

Sulejman Rebac (23 matcher; 9 mål)

Vladimir Šenauer (22 matcher; 7 mål)

Frane Matošić (21 matcher; 8 mål)

Vladimir Beara (20 matcher)

Božo Broketa (20 matcher; 1 mål)

Lenko Grčić (20 matcher)

Nikola Radović (20 matcher; 1 mål)

Ante Vulić (6 matcher)

Bogdan Kragić (3 matcher; 3 mål)

Davor Benčić (1 app)

Leo Dadić (1 app)